# Gut Marienhof (Völkershausen)

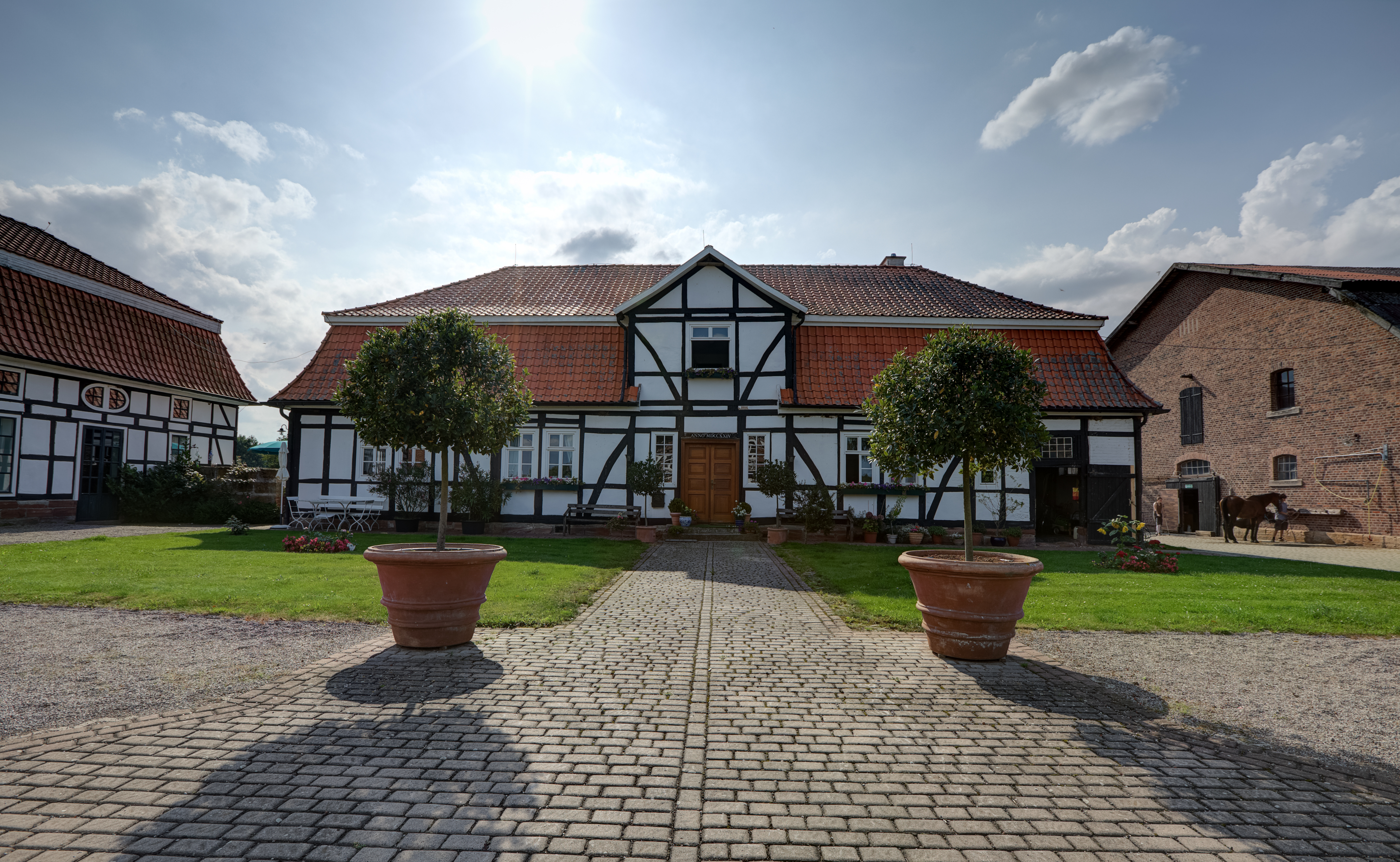
Ältestes Wohnhaus (1724) des Guts Marienhof, 2011

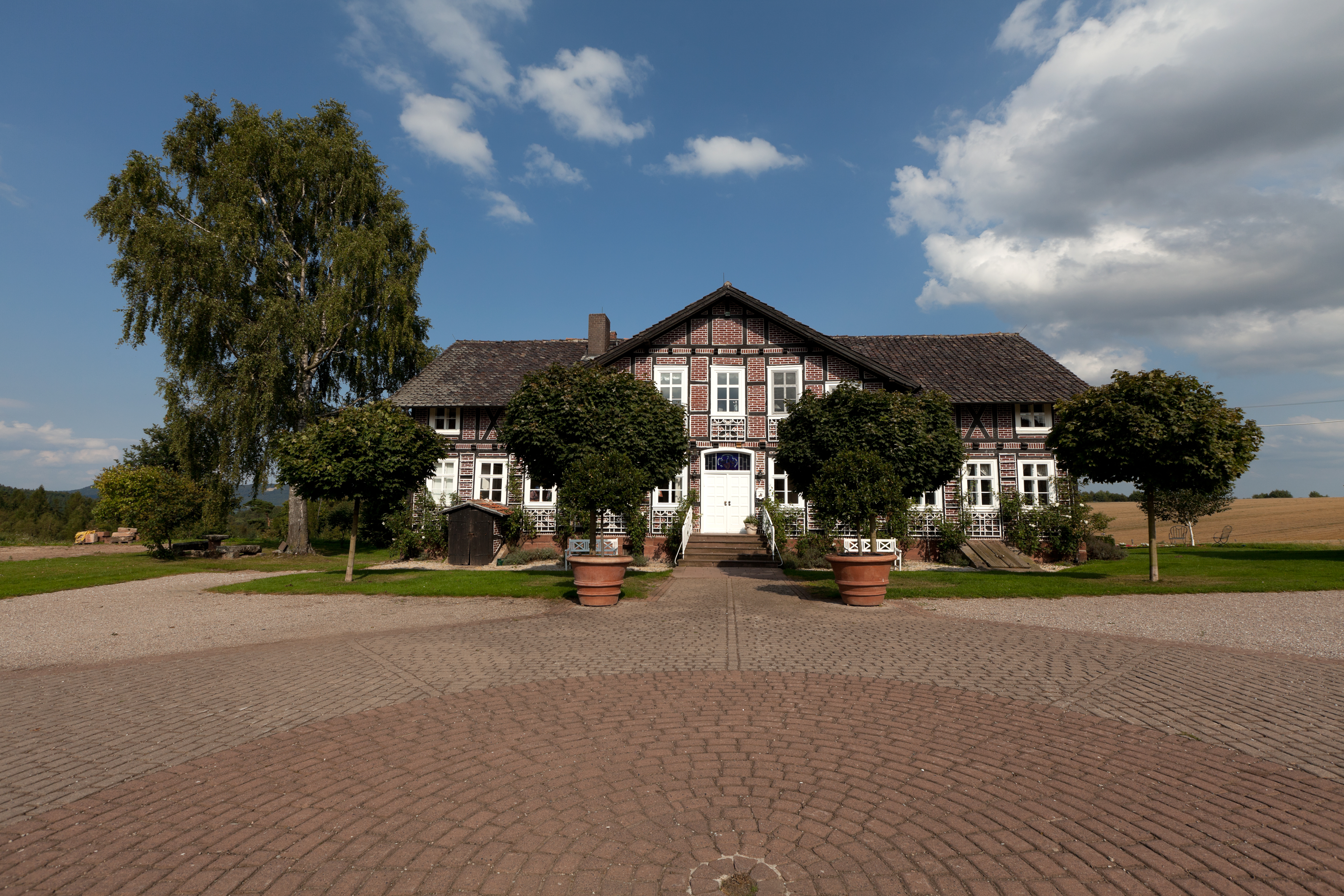
Zweites Wohnhaus des Guts Marienhof, 2011

Das Gut Marienhof, spätestens seit 1956 unter diesem Namen bekannt, ist ein Gutshof in der Gemarkung von Völkershausen, einem Ortsteil der Gemeinde Wanfried im nordhessischen Werra-Meißner-Kreis. Die drei Hauptgebäude der dreiseitigen Anlage – zwei Wohnhäuser und ein Wirtschaftsgebäude – stehen heute unter Denkmalschutz.

## Geographische Lage
Der Gutshof befindet sich etwa zwei Kilometer südwestlich von Völkershausen, 200 m nördlich der Gemarkungsgrenze zu Großburschla und somit der Landesgrenze mit Thüringen. Er liegt auf 293 m über NHN auf den Höhen des Schlierbachswalds westlich der Werra, inmitten von Pferdekoppeln, Feldern und Wald, über dem Teufelsthal, einem Seitental des Schlierbachtals. Die waldreiche Umgebung, direkt an der einstigen innerdeutschen Grenze und somit am Grünen Band Deutschland und an der Grenze zum Naturpark Eichsfeld-Hainich-Werratal gelegen, ist gekennzeichnet durch große Artenvielfalt an Fauna und Flora.
Das Gut ist erreichbar über eine etwa 1 km westlich von Völkershausen, 300 m hinter der Obermühle, von der K 49 nach Süden abzweigende Nebenstraße.

## Geschichte
Das Anwesen wurde im Jahre 1724 erstmals urkundlich erwähnt, als Wolff-Dietrich von Verschuer den „Hof über dem Teufelsthal“ einrichten und das noch heute an der Westseite des Hofs erhaltene Wohnhaus, heute Berghaus genannt, erbauen ließ. Er hatte 1722 von Johann Leopold von Geyso das Rittergut in Völkershausen gekauft und dann vom Kloster Fulda die Bestätigung des fuldischen Lehens über Dorf und Gut erhalten. Der „Hof über dem Teufelsthal“ diente dem im Dorf gelegenen Rittergut als Vorwerk, von dem aus die entfernt und höher gelegenen Felder und Wiesen bewirtschaftet wurden. Ebenfalls noch aus dem 18. Jahrhundert stammt der sogenannte Barockstall, der zusammen mit dem Berghaus lange Zeit als L-förmiges Ensemble die einzige Bebauung darstellte.
Auf die Herren von Verschuer folgten als Besitzer des Guts Völkershausen und des Vorwerks über dem Teufelsthal zunächst der Hof- und Kanzleirat Franz Ludwig Georg von Hattorf (1746–1806), dann Anfang des 19. Jahrhunderts der aus Hann. Münden stammende Kaufmann Carl Gottfried Huschke und dessen Nachkommen, schließlich die Familie von und zu Gilsa und durch Heirat und Erbschaft die Familie Roeder von Diersburg. Erst nachdem das Rittergut Völkershausen mitsamt dem Vorwerk 1872 in den Besitz des Freiherrn Otto von und zu Gilsa übergegangen war, wurde der Vorwerkshof durch den Bau weiterer Wohn- und Stallgebäude zu einem Karree geschlossen. So wurde z. B. das dem Berghaus gegenüberliegende repräsentative zweite Wohnhaus erst um 1900 errichtet, nachdem das Vorwerk im Jahre 1896 durch Erbteilung ein vom Stammgut in Völkershausen unabhängiges Gut geworden war.
Ein erhebliches Problem stellte von Anfang an die Wasserversorgung des Gehöfts dar. Zunächst gab es dazu lediglich eine Zisterne. Erst im Jahre 1759 begannen Bergleute aus dem Richelsdorfer Gebirge einen mehr als 100 m tiefen Brunnen in den Fels zu hauen, der bis heute erhalten ist.
In den 1950er Jahren wurde der Gutsbetrieb von seinem damaligen Besitzer, Dietrich Freiherr Roeder von Diersburg, der 1972 erster Vorsitzender des Verbands Hessischer Pferdezüchter wurde, in einen kleinen Gestüts- und Ausbildungsbetrieb umwandelt. Seit 1995 stehen der Wald und die Forstwirtschaft im Vordergrund.

## Anlage
Das Berghaus ist ein elfachsiger, eingeschossiger Fachwerkbau mit Mansardwalmdach und einer Grundfläche von 25 × 9 m. In der Mitte der dem Hof zugewandten Ostseite befindet sich ein eingeschossiges Zwerchhaus über dem Portal, dessen Querbalken die Jahreszahl 1724 in römischen Ziffern zeigt.
Das zweite Wohnhaus, dem Berghaus gegenüber, ist ein elfachsiger, anderthalbgeschossiger Fachwerkbau mit Satteldach und einer Grundfläche von 25 × 12 m. An der Westseite befindet sich ein imposanter fünfachsiger Mittelrisalit mit fünfstufiger Freitreppe zum Portal. Die Ostseite ist durch einen dreiachsigen Mittelrisalit gegliedert. Beiderseits des Portals führen externe Zugänge in die Kellerräume.
Der Innenhof zwischen den beiden Wohnhäusern ist nach Norden offen, nach Süden hingegen durch die Barockscheune und ein weiteres Wirtschaftsgebäude abgeschlossen, zwischen denen sich eine Ausfahrt vom Hof befindet. Weitere Wirtschaftsgebäude gruppieren sich südlich, westlich und nördlich um die zentrale Hofanlage. Die Haupteinfahrt liegt zwischen dem Berghaus und der nördlich davon stehenden großen steinernen Scheune.
Koordinaten: 51° 8′ 50″ N, 10° 8′ 29″ O